# Рогач, Мария Ивановна
Мария Ивановна Рогач (Киреева) (18 августа 1911 — 1999) — советский врач, участник Великой Отечественной войны.

## Биография
Родилась 18 августа 1911 года в селе Залазна Глазовского уезда Вятской губернии (ныне — Омутинского района Кировской области) в семье рабочего.
В 1929 году, окончив семь классов в средней школе в городе Кушва (ныне — Свердловская область), поступила в Нижне-Тагильский горно-металлургический техникум. По окончании техникума работала помощником геолога рудоуправления в Белорецке (Башкирская АССР). Спустя четыре года поступила в Сталинградский медицинский институт, по окончании которого оставлена клиническим ординатором на кафедре внутренних болезней.
В мае 1942 года Ворошиловским РВК Сталинграда была призвана в ряды Красной армии. Весь боевой путь прошла в составе 20-й мотострелковой бригады (начальник приёмно-сортировочного эвакуационного отделения медсанвзвода). Участвовала в обороне Сталинграда, самоотверженно работала в непосредственной близости к переднему краю, под миномётным огнем и бомбардировкой.
С 1944 года работала врачом городской больницы в Верхней Тавде, затем клиническим ординатором на кафедре внутренних болезней Свердловского медицинского института. С февраля 1947 года — заведующая терапевтическим отделением медсанчасти металлургического завода в Верхней Салде, затем работала главным врачом городской больницы, с 1957 года — начальником медсанчасти завода. В 1957 году вступила в КПСС.
Избиралась депутатом (от Свердловской области) Совета Союза Верховного Совета СССР 4-го (1954—1958) и 5-го (1958—1962) созывов.

## Награды
- медаль «За боевые заслуги» (23.9.1942)[3]
- медаль «За оборону Сталинграда»[4]
- орден Красной Звезды (14.8.1943)[4]
- орден Отечественной войны II степени (6.11.1985)[7]